# Via Dinarica
Die Via Dinarica ist ein über 2000 Kilometer umfassendes Fernwanderwegenetz in den Dinarischen Alpen und besteht aus dem White Trail, dem Blue Trail und dem Green Trail. Sie verbindet die westlichen Balkanländer Slowenien, Kroatien, Bosnien und Herzegowina, Montenegro und Albanien.
Das Projekt Via Dinarica wurde im Jahr 2010 mit dem Ziel, den Tourismus im Westbalkan zu fördern und zu entwickeln, ins Leben gerufen.

## White Trail
Der White Trail stellt die Hauptroute der Via Dinarica dar. Sie verläuft entlang des Hauptkamms der Dinarischen Alpen und überquert den höchsten Gipfel in jedem der beteiligten Länder.

## Blue Trail
Der Blue Trail verläuft in der Nähe der adriatischen Küste, weshalb nur niedrige Berge überquert werden.

## Green Trail
Der Green Trail verläuft im Hinterland durch ausgedehnte Nadelwälder und die Ausläufer des Dinarischen Gebirges. Er ist auch für Mountainbiker sehr gut geeignet.